# Тризни

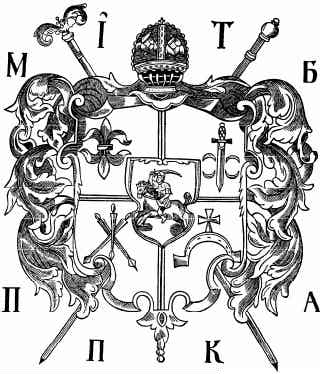

Тризни — цей рід був гілкою шляхетського роду Тризна з Білої Русі у Великому князівстві Литовському, відомого ще з початку XV століття; козацько-старшинський, згодом — дворянський рід у Російській імперії, що походить від Фоми Т. (17 ст.), лубенського полкового писаря (1672), засланого гетьманом І.Брюховецьким до Сибіру (1663—70). Його брат — Йосиф Тризна, архімандрит Віленського Свято-Духівського та Києво-Печерського монастирів.
Син Фоми — Іван Фомич (р. н. невід. — п. 1711), слабинський сотник (1687, 1691, 1698, 1699—1701) та чернігівський полковий суддя (1710—11), учасник Прутського походу 1711, онук — Микола Іванович (бл. 1694—1776), виблівський сотник (1728—48), учасник Гилянського (1725), Сулацького (1725—29), Польських (1733—35) походів, наказний полковник під час Кримського походу (1736—37), а правнуки — Андрій Миколайович (р. н. невід. — п. до 1786), виблівський сотник (1748—69) та чернігівський полковий обозний (1769—81), учасник Турецького походу (1769); Яків Миколайович (бл. 1740 — після 1790), черніг. полковий сотник (1774—82).
Сини Андрія Миколайовича: Петро Андрійович (бл. 1745 — після 1812), виблівський сотник (1771—82); Іван Андрійович (бл. 1754 — бл. 1814), сотник Чернігівського полку (1774—81); Федір Андрійович (бл. 1756 — до 1822), керуючий у Виблівській (1780—82) та Слабинській (1782—83) сотнях.

## Період Російської імперії та СРСР
Рід внесений до 2-ї та 6-ї частин Родовідної книги Чернігівської губернії.
Серед їхніх нащадків — Олексій Іванович (1791 — після 1860), голова Чернігівської палати карного суду (1855 — імовірно, 1860); Роман Дмитрович (1816—89), голова Чернігівської палати цивільного суду (1858—74), статський радник (1867); Дмитро Степанович (1846 — після 1910), генерал-лейтенант (1905), інженер-генерал у відставці (1910), член від військового міністерства в окружній раді Фінляндського (1884—91) та Київського (1891—1905) військових округів, інтендант Київського військового округу (1905—07), та його син — Дмитро Дмитрович (1891—1938), радянський військовик, комдив (1935), інспектор артилерії Туркестанського фронту (1921—23), начальник та військком артилерії Українського військового округу (1923—25), помічник інспектора артилерії та бронесил РСЧА (1925—26), старший помічник інспектора артилерії РСЧА (1926—28), начальник (1928—30) та військком (1930—32) артилерійських Курсів удосконалення командного складу РСЧА, начальник Військової артилерійської академії ім. Ф.Дзержинського (1932—37), голова Артилерійського комітету Головного артилерійського управління РСЧА (1937—38), заарештований 1938 і того ж року загинув у Лефортовській в'язниці.